# Нене Маріне (нафтогазове родовище)
Нене Маріне — офшорне нафтогазове родовище в 17 км від узбережжя Конго. Знаходиться в межах ліцензійного блоку Marine XII.

## Загальний опис
Відкрите у 2013 році в районі з глибинами моря 24 метри внаслідок буріння свердловини Nene Marine-1. Після буріння оціночних свердловин Nene Marine 2 та Nene Marine 3 запаси родовища оцінили у 1,2 млрд барелів нафти та 30 млрд м³ газу. Поклади вуглеводнів знайдено у підсольових відкладеннях формації Djeno (нижня крейда) на глибині 2,5 км під океанським дном.
Видобуток на родовищі почався у 2015 році. Під час першої фази розробки нафта надходитиме через офшорний трубопровід на розташовану у 17 км платіформу Zatchi. Всього в межах кількох запланованих фаз облаштування планують встановити декілька платформ та пробурити більш ніж 30 свердловин. Майбутня розробка запасів газу допоможе у розвитку конголезької енергетики, проте потребуватиме створення відповідної інфраструктури.
Розробкою займається консорціум під операторством італійського нафтогазового гіганту Eni (65 %) за участі New Age (25 %) і Societe Nationale des Petroles du Congo (10 %).